# Liste der Nationalstraßen in Estland

Verlauf der Nationalstraßen in Estland

In der folgenden Liste sind die Nationalstraßen 1. Ordnung (estnisch Põhimaantee)  in Estland aufgeführt.
| Kurz       | Name | Verlauf                                | Länge  |
| ---------- | ---- | -------------------------------------- | ------ |
| M1 · E20   | 1    | Tallinn – Narva                        | 200 km |
| M2 · E263  | 2    | Tallinn – Tartu – Võru – Luhamaa       | 282 km |
| M3 · E264  | 3    | Jõhvi – Tartu – Valga                  | 210 km |
| M4 · E67   | 4    | Tallinn – Pärnu – Ikla                 | 179 km |
| M5         | 5    | Pärnu – Rakvere – Sõmeru               | 183 km |
| M6         | 6    | Valga – Uulu                           | 123 km |
| M7 · E77   | 7    | Murati – Luhamaa                       | 21 km  |
| M8         | 8    | Tallinn – Paldiski                     | 36 km  |
| M9         | 9    | Ääsmäe – Haapsalu – Rohuküla           | 78 km  |
| M10        | 10   | Risti – Virtsu – Kuivastu – Kuressaare | 141 km |
| M11 · E265 | 11   | Tallinn-Ring                           | 38 km  |
| M92        | 92   | Tartu – Viljandi – Kilingi-Nõmme       | 118 km |